# Артынов, Александр Яковлевич
Александр Яковлевич Артынов (1813—1896) — российский этнограф, краевед Ростовского уезда, автор воспоминаний.

## Биография
Родился в 1813 году в селе Угодичи Ростовского уезда Ярославской губернии, ныне сельское поселение Семибратово Ростовского района Ярославской области. Сын зажиточного крепостного крестьянина, поставлявшего овощи в Тихвинский монастырь и на рынки Ярославля и Санкт-Петербурга. Грамоте учился у своего дяди М. Д. Артынова и у местного священника. Любил слушать рассказы об истории села и города Ростова. По торговым делам часто бывал в крупных российских городах. Пытался продолжить дело отца, но не имел в этом успеха и поступил в «железную» лавку своего тестя в Ростове. Позднее открыл собственную мелочную лавку в родном селе.

## Творчество
В 1837 году дядя передал А. Я. Артынову свою рукопись «Книга истории села Угодичи и о городе Ростове и его округе» и летопись «От Ноя праотца до великого князя Рюрик… книга о великих князьях русских, отколе произыде их корень», которая почти дословно повторяет сведения из четвертой части «Сочинений святого Димитрия, митрополита Ростовского» между 5508 и 1908 годами до н. э. После этого Артынов стал вести записи легенд и преданий по истории Ростовского края, собрал большое количество рукописей и делал из них выписки. Через некоторое время к нему стали обращаться за справкой[кто?] из Ярославля и Ростова.
Первым его трудом стал историко-этнографический очерк «Село Угодичи, Ростовского уезда, Ярославской губернии», опубликованный при содействии И. С. Аксакова в «Ярославских губернских ведомостях» в 1850 году и впоследствии не раз переиздававшийся (до 1893 года). Известно 16 напечатанных работ Артынова и около 80 рукописей общим объёмом в 50 тысяч страниц: записи фольклорных и древних исторических и литературных текстов; их пересказы; переработки и переделки в сводные тексты; исторические сочинения на основе местного материала; литературные сочинения (1—2 повести) и несколько десятков стихотворений и поэм. По совету М. П. Погодина Артынов написал «Воспоминания крестьянина села Угодич», представляющие собой в основном рассказ о повседневной жизни и встречах с известными людьми. В «Воспоминания» (опубликованы в 1882 году) включены описание Ростова, сведения о Ярославском крае и его жителях, предания, сказки, былины и исторические песни. Работал до последних дней жизни, будучи уже слепым диктовал сыну Якову и внуку Сергею.
Умер 17 февраля 1896 года. Похоронен в Угодичах возле Богоявленской церкви. До настоящего времени сохранился его дом.

## Критика
Уже при жизни Артынова его работы приобрели дурную славу как смешивающие достоверные сведения с недостоверными, фольклорными и даже выдуманными самим автором. Письменные источники Артынова, часто «исчезнувшие» (наиболее важны из них «Хлебниковский летописец», «Трехлетовский летописец» и «Рукопись стольника Мусина-Пушкина»), представлены в его вольном пересказе (по поводу чего он выражал позднее сильное раскаяние). На работы Артынова много ссылался ростовский краевед А. А. Титов, зачастую как на основной источник, что ставит под сомнение содержание и некоторых его трудов, в том числе фундаментальной книги «Ростовский уезд» (1885). В 1930-е годы оценку трудам Артынова дал ростовский краевед П. С. Иванов, который пользовался его наследием очень осторожно. В 1956 году ростовский краевед П. А. Сергеев составил первый очерк жизни и творчества Артынова, он признавал за его сочинениями ряд несомненных достоинств, но призывал к осторожности в обращении с ними. Разоблачая сочинения Артынова, историк Н. Н. Воронин в 1974 году указывал, что они обладают самостоятельной историко-культурной и историографической ценностью. На протяжении многих лет к артыновскому творчеству обращается издавший ряд его трудов литературовед Ю. К. Бегунов, считая Артынова одним из «подлинных самородков среди народных литераторов и непрофессиональных собирателей фольклора, независимых и бескорыстных». Не согласны с критическими выводами Н. Н. Воронина были ростовские краеведы Б. М. и М. Б. Сударушкины, считая главной причиной недоверия исследователей к Артынову то, что его труды не соответствуют норманнской теории.

## Современные издания трудов
- Сказания Великого Новгорода, записанные Александром Артыновым. — Буй-Тур, 2000.
- Сказания Ростова Великого, записанные Алесандром Артыновым. — Буй-Тур, 2000.
- Воспоминания крестьянина села Угодичи Ярославской губернии Ростовского уезда // Воспоминания русских крестьян XVIII — первой половины XIX века. — М.: Новое лит. обозрение, 2006. — С. 275—416: фото. — Комментарии. — С. 723—743. — ISBN 5-86793-360-1
- Ростовский летописец. — М.: Актеон, 2010. — 915 с.